# Осадченська сільська рада
| Оса́дченська сільська́ ра́да — сільська рада Петропавлівського району Дніпропетровської області з адміністративним центром у c. Осадче. Сільській раді підпорядковані населені пункти: - c. Осадче - с. Водяне - с. Добринька |

## Склад ради
Рада складається з 12 депутатів та голови.
- Сільський голова: Таран Микола Іванович
- Секретар сільської ради: Богачова Алла Іллівна

## Керівний склад сільської ради
| ПІБ                       | Основні відомості                                                                 | Дата обрання | Дата звільнення |
| ------------------------- | --------------------------------------------------------------------------------- | ------------ | --------------- |
| Таран Микола Іванович     | Сільський голова, 1959 року народження, освіта вища, член Партії регіонів         | 31.10.2010   |                 |
| Бузова Валентина Іванівна | Сільський голова, 1956 року народження, освіта, член Комуністичної партії України | 26.03.2006   | 31.10.2010      |

Примітка: таблиця складена за даними джерела